# Fédération d'Anguilla de football

Ancien logo.

La Fédération d'Anguilla de football (Anguilla Football Association (en) AFA) est une association regroupant les clubs de football d'Anguilla et organisant les compétitions nationales et les matchs internationaux de la sélection d'Anguilla.
La fédération nationale d'Anguilla est fondée en 1992. Elle est affiliée à la FIFA depuis 1996 et est membre de la CONCACAF.
Cette petite fédération ne compte que 11 équipes réunies au sein d'une division unique.